# Morgan Pålsson – världsreporter
Morgan Pålsson – världsreporter är en svensk komedifilm från 2008 med Anders Jansson och Johan Wester i huvudrollerna. 
Filmens huvudroll är baserad på världsmedborgaren och utrikeskorrespondenten Morgan Pålsson och hans lite mer seriösa kameraman Robert Flycht från serien Hipp Hipp!. Efter att ha skämt ut Sverige i sitt senaste reportage skickas Morgan och Robert till det fiktiva nordafrikanska landet Matóbo, för att övervaka ett val som ingen egentligen bryr sig om. Men otroligt nog råkar de hamna mitt i en statskupp första dagen de är där, och helt plötsligt befinner de sig på den plats alla utrikeskorrespondenter vill vara.. 

## Rollista
- Morgan Pålsson – Anders Jansson
- Robert Flycht – Johan Wester
- Eva – Suzanne Reuter
- Stig – Rolf Skoglund
- Sven – Fredrik Dolk